# Краплик
Кра́плик (Euschistospiza) — рід горобцеподібних птахів родини астрильдових (Estrildidae). Представники цього роду мешкають в Західній і Центральній Африці.

## Види
Виділяють два види:
- Краплик північний (Euschistospiza dybowskii)
- Краплик темний (Euschistospiza cinereovinacea)